# Rotson Kilambe
Rotson Kilambe (* 6. August 1978 in Kitwe) ist ein ehemaliger sambischer Fußballspieler. Der Stürmer war sambischer Nationalspieler.
Er begann seine Karriere bei den Power Dynamos. 2000 spielte er bei Yunnan Hongta in China. Nach einem Jahr kehrte er zurück nach Sambia zum Zanaco FC, mit dem er 2002 und 2003 die sambische Meisterschaft und 2002 den Pokal gewann. 2003 ging er nach Südafrika, wo er für die Mamelodi Sundowns, Bloemfontein Celtic und die Kaizer Chiefs spielte. 2007 ging er wieder zu den Power Dynamos und zum Abschluss seiner Laufbahn stand er 2008/09 bei al-Faisaly in Jordanien unter Vertrag.
Kilambe wurde zwischen 1998 und 2004 31-mal in die sambische Nationalmannschaft berufen und schoss elf Tore. 1998 und 2000 nahm an der Endrunde der Afrikameisterschaft teil. 2001 wurde er nach einem positiven Dopingtest für sechs Monate gesperrt, wodurch er die Afrikameisterschaft 2002 verpasste. 1998 gewann Sambia den COSAFA Cup, wobei Kilambe im Finale den 1:0-Siegtreffer schoss. 2002 erreichten die Sambier das Halbfinale.